# Mariana Moyano
Mariana Moyano (Buenos Aires, 8 de octubre de 1969-Buenos Aires, 25 de octubre de 2023) fue una periodista y docente universitaria argentina de la carrera de Ciencias de la Comunicación en la Facultad de Ciencias Sociales de la UBA (Universidad de Buenos Aires).Se desempeñaba principalmente en medios gráficos, radiales y televisivos identificados con el kirchnerismo, como los diarios Página/12 (Buenos Aires) y Miradas al Sur,los medios estatales Canal 7 y Radio Nacional y dentro de ellos en el programa televisivo 6, 7, 8.

## Datos biográficos
Nació en la ciudad de Buenos Aires. Se sabe que en 1987 ingresó en la Facultad de Comunicación de la Universidad de Buenos Aires, donde estudió licenciatura en Comunicación Socialy que a poco de hacerlo, se puso en pareja con un periodista mayor que ella "que había estado en el exilio", según sus propias palabras, aunque nunca reveló su identidad.
Dos años después se creó la Facultad de Ciencias Sociales, reuniendo las carreras de Comunicación, Ciencias Políticas, Relaciones de Trabajo, Sociología y Trabajo Social. En ese momento tuvieron como sede única a la de la calle Marcelo T. de Alvear 2230, pero «a los dos años y pico el edificio explotó, porque no entrábamos», mencionaba Mariana Moyano («alumna en ese momento y actual directora de Prensa de la facultad») en un artículo en el diario Clarín. En Argentina, el costo de todas las universidades estatales había sido asumido enteramente por el Estado Nacional desde 1949 y hasta 1995, cuando el dictado de la Ley 24.521 las facultó a generar sus propios ingresos mediante la aplicación de tasas y aranceles, con la condición de que los fondos así obtenidos debían estar destinados prioritariamente a becas y apoyos económicos a los estudiantes que no tuvieran la posibilidad de abonarlos. Asimismo, durante esos años se produjo un gran crecimiento de la cantidad de alumnos lo que llevó a la UBA a comprar en 2003 la exfábrica de Terrabusi, donde unificaría a los 27.000 alumnos de esta facultad, que hasta ese momento cursaban en varias sedes.
En 1994 Moyano empezó a dar clases en la misma Facultad de Ciencias Sociales. En 2003 fue directora de Prensa (Comunicación Institucional) de la facultad.Fue docente de Taller III de Ciencias de la Comunicación.
Como docente ha dado talleres de periodismo en la ciudad de Buenos Aires.
Moyano fue la autora del informe que diera el puntapié inicial al debate sobre la nueva Ley de Servicios de Comunicación Audiovisual.
Formó parte del equipo que elaboró el documental sobre Papel Prensa emitido en 2009 en canal Encuentro y en la TV Pública.
Desde 2009 tuvo su columna de análisis de medios en Radio Nacional y en el noticiero Visión 7 Central, programa informativo de televisión de Canal 7, la TV Pública.
Ofició como vocera del grupo de intelectuales argentinos conocido como Carta Abierta, formado en 2008 para respaldar al gobierno de Cristina Fernández de Kirchner y, desde 2015, para criticar las políticas del presidente Mauricio Macri. Dos días antes de la asunción de Alberto Fernández anunciaron su disolución.
Esta misma postura política la desarrolló en sus apariciones como panelista en el programa televisivo 678. Según el diario Perfil, era "el programa más oficialista" de la televisión argentina y fue cuestionado por los opositores al gobierno por su abierta defensa del mismo y por ser un programa de un canal público perteneciente al Estado aunque fuera producido por una productora privada que tenía su propio canal (por entonces, el Canal 9). En ese programa, Moyano trabajó con Orlando Barone, Carlos Barragán, Cynthia García, Edgardo Mocca, Dante Palma, Sandra Russo y Nora Veiras, realizando principalmente análisis de medios. Sus críticas más comunes se dirigieron a las líneas editoriales de los diarios Clarín y La Nación: medios opositores al gobierno kirchnerista a los que Moyano acusaba de faltar a la verdad.

Ese me parece el ejemplo más burdo y más terrible del antiperiodismo. Se definen como diarios populares, pero yo diría que más que populares son amarillos, sensacionalistas. Entienden lo popular como lo escandaloso, el chusmerío. ¿Quiere decir, entonces, que a los sectores populares no hay que darles información seria? Me parece que están subestimando al lector. Habría que preguntarles qué entienden ellos por popular, y si lo entienden ―como quedó en claro en estas primeras ediciones― le están faltando el respeto no solo al género, sino a los lectores. [...] Es un error pensar que los medios hacen política únicamente desde las páginas de política. Los medios pegan con cuchillo desde la sección política y con piedra pómez desde secciones como espectáculos, deportes o sociedad. Van instaurando climas, van esmerilando, van creando sentido común, lo instalan. Hay que prestar atención a los lugares que supuestamente no son políticos, porque es desde allí desde donde van a imponer los temas de agenda.
Mariana Moyano

En diciembre de 2016 generó una polémica al salir a defender públicamente al músico Cristian Aldana,  quien en ese momento estaba acusado por pedofilia y abuso sexual.
. Finalmente Aldana fue hallado culpable y condenado a 22 años de prisión por abuso sexual agravado y corrupción de al menos cuatro menores.
En junio de 2019 presentó su libro “Trolls S.A” en el espacio Faro de la Memoria (ex Centro Clandestino de Detención, ESIM, ubicado en la avenida De los Trabajadores 5700). La obra desarrolla una reflexión sobre los discursos de odio en internet y una investigación sobre los llamados troles.
El 8 de octubre de 2023, día en el que cumplió 54 años, fue internada con gran parte de su cuerpo quemado debido a un accidente doméstico en su departamento. Falleció el 25 de octubre de 2023 debido a una infección intrahospitalaria.